# Sunshine of Your Love
Sunshine of Your Love ist ein Rocksong der britischen Rockband Cream. Das Stück wurde von Eric Clapton, Jack Bruce sowie Pete Brown geschrieben und erschien 1967 auf dem Album Disraeli Gears. Im Januar 1968 wurde der Titel als Single veröffentlicht.

## Hintergrund

### Entstehung
Im Januar 1967 hatten Bruce und Clapton ein Konzert der The Jimi Hendrix Experience im Londoner Saville Theatre besucht. Beeindruckt von diesem Auftritt komponierte Bruce, nachdem er zu Hause angekommen war, den Basslauf des Songs. Der Großteil des Textes wurde später von Brown geschrieben. Bruce äußerte sich zur Entstehung des Liedes: „Ich nahm meinen Kontrabass und spielte den Basslauf. Pete sah aus dem Fenster, während die Sonne aufging, und schrieb: ‘It’s getting near dawn and lights close their tired eyes…’“. („I picked up my double bass and played the riff. Pete looked out the window and the sun was coming up. He wrote ‘It’s getting near dawn and lights close their tired eyes…’“). Den Refrain Sunshine of your Love, nach dem auch der Song benannt wurde, hatte Clapton verfasst.
Clapton verwendete auf der Aufnahme eine Gibson SG aus dem Jahr 1964 (seine sogenannte „The Fool Guitar“) sowie einen Marshall-Verstärker und ein Wah-Wah-Effektgerät. Der Song wurde im Mai 1967 in den Atlantic Studios in New York City aufgenommen. Produzent der Aufnahme war Felix Pappalardi.

### Veröffentlichung
Creams damalige US-amerikanische Plattenfirma Atlantic Records wollte den Titel zunächst nicht veröffentlichen, da das Label unzufrieden mit dem Song und der Aufnahme war. Erst nach Einflussnahme von Booker T. Jones stimmte das Label der Veröffentlichung zu.

## Rezeption

### Kritiken
Allmusic-Kritiker Richie Unterberger bezeichnet den Song als ein ultimatives Beispiel der Verschmelzung von Hard Rock, Popmusik und Psychedelic Rock. Zu Claptons Gitarrenriff vermerkt er, dass der Riff schleifend und einprägsam sei. Bruces Gesang sei gefüllt mit Angst, ohne dabei überheblich zu wirken. Das von Clapton gespielte Gitarrensolo bezeichnete Unterberger als grimmig, psychedelisch und bluesig.

## Auszeichnungen und Ehrungen
2004 listete das Musikmagazin Rolling Stone den Titel auf Platz 65 der 500 besten Songs aller Zeiten. Im März 2005 wurde der Song von der Zeitschrift Q auf Platz 19 der 100 besten Gitarrenstücke gewählt. 2009 platzierte VH1 Sunshine of Your Love auf Rang 44 der besten Hard-Rock-Songs aller Zeiten. Das Stück findet sich auf der Liste der 500 Songs, die den Rock ’n’ Roll prägten, die von der Rock and Roll Hall of Fame erstellt wurde.

## Kommerzieller Erfolg

### Chartplatzierungen
Der Song erreichte 1968 Platz fünf der Billboard Hot 100. Im Vereinigten Königreich belegte die Single Rang 25. In Kanada positionierte sich die Auskopplung auf Platz drei der RPM Top-Singles-Charts. In Australien und den Niederlanden belegte das Stück die Plätze 22 und 27. Zum Jahresende fand sich die Singleauskopplung auf Platz sechs der Billboard Hot 100 und auf Position 21 der kanadischen Singlecharts.
| ChartsChartplatzierungen       | Höchstplatzierung | Wochen |
| ------------------------------ | ----------------- | ------ |
| Vereinigte Staaten (Billboard) | 5 (26 Wo.)        | 26     |
| Vereinigtes Königreich (OCC)   | 25 (7 Wo.)        | 7      |

| ChartsJahrescharts (1968)      | Platzierung |
| ------------------------------ | ----------- |
| Vereinigte Staaten (Billboard) | 6           |

### Auszeichnungen für Musikverkäufe
| Land/Region                  | Auszeichnungen für Musikverkäufe (Land/Region, Auszeichnung, Verkäufe) | Verkäufe  |
| ---------------------------- | ---------------------------------------------------------------------- | --------- |
| Italien (FIMI)               | Gold                                                                   | 25.000    |
| Neuseeland (RMNZ)            | Platin                                                                 | 30.000    |
| Vereinigte Staaten (RIAA)    | Gold                                                                   | 1.000.000 |
| Vereinigtes Königreich (BPI) | Gold                                                                   | 400.000   |
| Insgesamt                    | 3× Gold · 1× Platin ·                                                  | 1.455.000 |

Hauptartikel: Cream/Diskografie#Auszeichnungen für Musikverkäufe

## Weitere Verwendung des Titels

### Fernsehen
In der Fernsehserie Voll daneben, voll im Leben wird der Song in der Episode I’m with the Band eingespielt. Der Anfangsriff des Liedes ist in der Futurama-Episode The 30 % Iron Chef zu hören. In der ersten Episode Millwall Brick der zweiten Staffel zur Serie Lilyhammer wird der Song während der Credits abgespielt. Das Lied wird in der Simpsons-Episode Mother Simpson eingespielt, als Mona Simpson Joe Namaths lange Haare sieht. In der Wunderbare-Jahre-Folge The Heart of Darkness spielt Gary den Song auf seiner tragbaren Stereoanlage ab, während die Jungs am Lagerfeuer Bier trinken und rauchen. In der Family-Guy-Episode Mr. Saturday Knight ist eine Version des Liedes zu hören.1

### Filme und Spiele
Sunshine of Your Love erschien auf den Soundtracks zu den Filmen Uncommon Valor aus dem Jahr 1983, Goodfellas von 1990, True Lies von 1994 und im Soundtrack zum 2003 erschienenen Film School of Rock. Außerdem fand das Lied im Johnny-Knoxville-Film The Ringer von 2005 Verwendung.1 Der Song ist ein nachspielbarer Titel im Videospiel Guitar Hero III: Legends of Rock.1

## Coverversionen

### Eric Clapton
Clapton veröffentlichte bislang vier Live-Interpretationen als Solokünstler. 1991 erschien die erste Version auf dem Album 24 Nights. Mit der Veröffentlichung am 5. November 2002 erschien eine weitere Interpretation des Titels auf dem Album One More Car, One More Rider. 2013 spielte Clapton das Stück während des Crossroads Guitar Festival 2013. Der Song war ebenso Bestandteil der Setlist während der Journeyman World Tour in den Jahren 1990 und 1991. Weiter erschien der Song auf zahlreichen Kompilationsalben wie The History of Eric Clapton (März 1972), Backtrackin’ (Mai 1984), The Cream of Eric Clapton (September 1987), Crossroads (April 1988), The Cream of Clapton (März 1995) und Complete Clapton (Oktober 2007). Zuletzt spielte er am 3. Mai 2005 in der Londoner Royal Albert Hall in Originalbesetzung von Cream diesen Song der dann auf CD und DVD unter den Titel CREAM ROYAL ALBERT HALL veröffentlicht wurde.

### Jack Bruce
Am 1. Juni 1975 spielte Bruce den Song in der Free Trade Hall in Manchester und veröffentlichte die Aufnahme auf dem Livealbum Live ’75. Eine weitere Interpretation erschien im Jahr 1993 auf dem Album Cities of the Heart. Auf dieser Aufnahme spielte Bruce das Stück während seines 50. Geburtstags. Eine weitere Version wurde 1997 und 1998 zusammen mit Peter Frampton und Ringo Starrs All Starr Band aufgenommen. Bruce und Clapton nahmen das Stück für Bruces Album Shadows in the Air auf.

### Weitere
Jimi Hendrix veröffentlichte zwei Coverversionen des Liedes. Im Jahr 2010 erschien eine sechsminütige Version auf dem Album Valleys of Neptune und ein Jahr später eine siebenminütige Interpretation auf Winterland. Jackie DeShannon coverte den Song 1968 zusammen mit Barry White auf dem Album Laurel Canyon. Im selben Jahr nahm Ella Fitzgerald den Song auf, und Los York’s veröffentlichten das Lied unter dem spanischen Titel La alegría de tu amor. Bobby McFerrin veröffentlichte 1988 ein gesangliches Instrumental auf dem Album Simple Pleasures. Frank Zappa änderte den Text des Songs und nahm ein Cover für The Best Band You Never Heard in Your Life auf. 2004 nahm Living Colour ihre Version für den Soundtrack von True Lies auf. Für sein 2005 erschienenes Album Under Cover coverte Ozzy Osbourne den Titel. Elvis Costello und The Police spielten das Lied für die Show Spectacle: Elvis Costello with.... ein. 2010 erschien ein Cover von Carlos Santana auf seinem Album Guitar Heaven: The Greatest Guitar Classics of All Time. Rob Thomas, Sänger der Band matchbox twenty sang auf der Aufnahme. Die Hardcore-Band Earth Crisis coverte den Song auf ihrem 1998 erschienenen Album The Oath that keeps me free. Die Musikwebsite Allmusic listet insgesamt über 60 weitere Veröffentlichungen des Liedes.